# Jozo Jurić
Jozo Jurić, hrvatski športski i kulturni dužnosnik iz BiH. Predsjednik tuzlanskog RKPD Sloboda, u sklopu kojeg je djelovala Sloboda.
RSK Sloboda je obnovljena početkom 1935. i utjecaj u sindikatima i Radničkom domu imali su socijaldemokrati. U međuvremeno se mnogo promijenilo pa je socijaldemokratsko rukovodstvo postalo svjesno da je komunistički utjecaj postao dominantan. Sastanci KPJ i SKOJ-a, zidne novine, sudjelovanje u španjolskom građanskom ratu, planirane brojne akcije, priredbe i izleti, a izdavane su i zidne novine preko kojih je članstvo obavještavano o raznim događajima, sve se to odvijalo u Slobodinim prostorima.
Socijaldemokrati, kojima je Jurić bio na čelu, bili su stalni protivnici komunista i njihovog djelovanja. Stoga su poduzeli razne mjere za suzbiti taj utjecaj. Krajem 1939. godine odlučili su uz pomoć policije izbaciti "Slobodu" iz Radničkog doma. Kao razlog su naveli da je "Sloboda" nalazi u rukama komunista, da se u Radničkom domu domu odvija komunistička propaganda i da je UO Kluba odbio prikupljati pomoć u korist Finske na koju je SSSR izvršio agresiju. Za ojačati nemogućnost djelovanja komunista u Radničkom domu, mnoge stvari Kluba izbacili su van, a na oglasnoj vitrini Doma izvjesili su popis osoba koji ne smiju dolaziti u njegove prostorije. Popis je stalno rastao.
Na jednom sastanku igrača i UO Kluba socijaldemokrata, Jurić je izjavio da obustavlja rad Kluba na pola godine.  s time da će svakom igraču koji želi dati ispisnicu radi prelaska u drugi klub. U stvari je ovo značilo zabranu rada RSK Sloboda koju je policija sprovela uz znanje i punu potporu socijaldemokrata. Nakon ovog dio igrača napustio je Tuzlu ili prestao igrati.